# حب غير متبادل

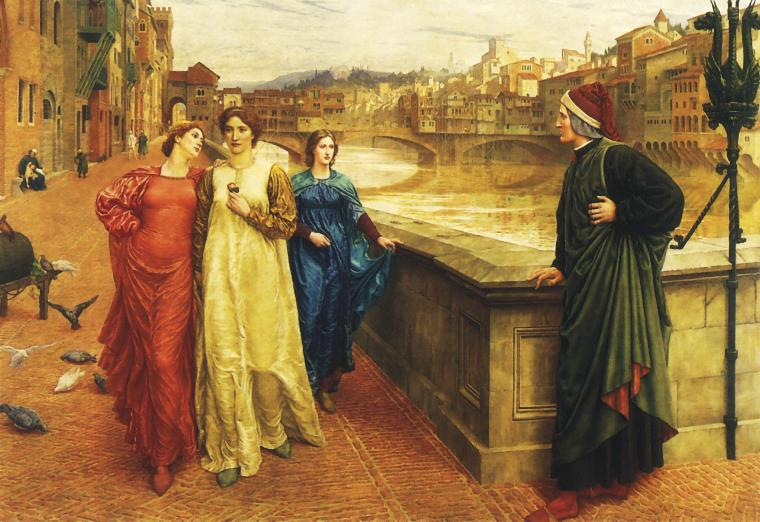

الحُب الغير المتبادل هو الشعور بالحب تجاه شخص مُدرك لمشاعر العاشق العميقة و ميوله العاطفية ولكنه لا يبادله نفس الشعور، أو قد يكون غير مدرك لمشاعر المحب بسبب إخفائه الأمر عنه، فيكون الحب في نظر المجتمع غير متبادل.
وعرّف قاموس ميريام كلمة ( غير متبادل ) أنه ليس بالمثل أو مردود غير متماثل. ويقال بأن الحب من طرف واحد أفضل من لاشئ و لكنه سيصبح كرغيف خبز يقسى و يتعفن سريعًا، و مع ذلك، اعتبر آخرون أن الحب غير المتبادل لاغنى عنه للحبيب الذي لن يتخلى عنه بسبب عدم اكتراث المحبوب.

## دراسة
عجز الحبيب عن التعبير عن احتياجاته العاطفيه في هذا النوع من الحب قد يؤدي الی للشعور بالإكتئاب، وعدم الثقة بالنفس، والقلق، والتقلب السريع في المزاج مابين الاكتئاب والنشوة. كان الحب غير المتبادل موضوعا مكررًا في الثقافات الشعبية، وغالبًا ماتصور الأفلام والكتب والأغاني أن كفاح المحب تجاه المحبوب المرجو تظهر نتائجه عندما يعود المحبوب لصوابه، وهذا يفسر سبب استمرار المحب من طرف واحد في مواجهة الرفض.
تقدم الصداقات الأفلاطونية تربة خصبة للحب غير المتبادل. فالمحب عادة مايكون بينه وبين المحبوب صداقة أو معرفة، وقد يكون شخص يصادفه بشكل منتظم في العمل، أو خلال أنشطة العمل، أو في نشاطات أخرى تشمل مجموعات كبيرة من الناس. وهذا يخلق صعوبة على العاشق في أن يبدي شعوره الحقيقي; فيخشى ان تقابل مشاعره بالرفض، مما يتسبب في احراجه، و قد ينهي بذلك كل سبل الوصول للمعشوق. وقد تكون العلاقة الغرامية لاتتماشى مع الزمالة الحالية.
أما ما يتعلق بمشاعر المحبين فيمكن أن يقال بأنهم يشعرون بنفس الألم الذي يشعر به من مر بحالة انفصال لعلاقة رومانسية دون الخوض بمنافعها.

## الرافضون
هنالك نوعان خفيان للحب غير المتبادل، ولكن هناك نوع واحد متعارف عليه في ثقافتنا وهو المتعلق بالمحب وليس المحبوب. وتشير البحوث إلى أن المستهدف من العاطفة غير المتبادلة يواجه مشاعر سلبية مختلفة أسوة بالخاطب (المتقدم للزواج) متضمنة القلق، والإحباط، والشعور بالذنب. كما قد أشار فرويد إلى ان عندما تعاتب المرأة لتخليها أو رفضها للحب، فذلك جزء محزن للرجل أن يلعبه والعكس صحيح. يؤدي الرفض في كثير من الأحيان إلى الشعور بالنفور والإحساس بالذنب، ولما كان على المحب دائما أن يحتفظ بقليل من الأمل فالنتيجة المتوقعة تكون قاسية جداً.

## المميزات
و منذ القدم صِّور الحب غير المتبادل بالنبل، والأنانية، والرغبة الرزينة لتقبل المعاناة. فالتصوير الأدبي والفني للحُب غير المُتبادل قد يعتمد على فرضية البُعد الاجتماعي، والتي تمتلك صلة بسيطة بالمجتمعات الديموقراطية مع الحركة الاجتماعية العالية نسبياً، و رغم ذلك، يشير السجل الأدبي درجةً من الترابط العاطفي مع الحُب غير المتبادل، الذي يمتلك الميزة أيضاً في عدم تحمل المسؤوليات تجاه العلاقات المشتركة كالرفض والوضوح، أوالواقعية، أو من الممكن ان تكون مادة مُحفزة لإلهام الصناعة الأدبية مثل " أشعار خيبة الأمل “) .
و يعتبر إيريك بيرني بأن الرجل المحبوب من قبل المرأة محظوظ بالفعل لكن من يغبط هو محبوبه. غير أنه نادرا مايحصل على شئ في المقابل. كم هي عظيمة نظرة دانتي التأملية لبتريس ثم تمشي بيترس بمحاذاته في تعالي واضح.

## العلاج
أوفيد في رسالتة ( سلوان الحُب - Remedia Amoris ) يعطي نصيحة عن كيفية تخطي الحُب غير المُتبادل أو غير المُلائم، الحلول المُقدمة تشمل السفر، والإمتناع عن الكحول، والإستكشاف الريفي، وتجنب أشُعار الحُب.
اقترحت دوروثي تينوڤ ( 1979) أن العلاج الوحيد للواقع في الحُب هو احضار دليل قاطع أن المعشوق غير مُهتم.

## النظائر الثقافية
خلال يقظة خبرات حياة ويليام بتلر كتب هذه القصيدة لأولئك الذين قرأوا قصيدته ( لقد قرأوا كل ما نظمت من الشعر عن ذلك الشيء الرهيب، قد عاد و مازال الحُب غير متبادل). وعلى العكس فقد ادعى بروست بأن الحب الوحيد الناجح هو غير المتبادل. كصورة لحالة الحداثة نفسها كأن الحب غير المتبادل أحيانا ذريعة.